# Ben-Hur (1925)
Ben-Hur: A Tale of the Christ (bra/prt: Ben-Hur) é um filme mudo épico estadunidense de 1925, dos gêneros aventura e drama histórico, dirigido por Fred Niblo, e estrelado por Ramón Novarro, Betty Bronson, May McAvoy, Francis X. Bushman e Carmel Myers. O roteiro de June Mathis, Carey Wilson e Bess Meredyth foi baseado no romance homônimo de 1880, de Lew Wallace. A produção é a segunda adaptação cinematográfica do romance de Wallace.
Em 1997, "Ben-Hur" foi selecionado para preservação no National Film Registry, seleção filmográfica da Biblioteca do Congresso dos Estados Unidos, como sendo "culturalmente, historicamente ou esteticamente significativo".

## Sinopse
A história da disputa entre dois homens: o aristocrata judeu Judah Ben-Hur e seu amigo de infância, o romano Messala (Francis X. Bushman) – que se torna o ambicioso comandante da guarnição militar de Jerusalém. Messala quer que o amigo lhe revele os nomes dos que conspiram contra o domínio romano na Judeia, mas Ben-Hur, que parece conhecê-los, ainda que não se envolva politicamente com eles, nega-se a ser um delator. A desforra do romano vem dias depois, quando ocorre um acidente durante a chegada do governador Valério Grato. Acusado de atentar contra a vida de Grato, Judah é preso, juntamente com sua família. Seu destino será o de passar o resto de seus dias preso ao banco de remador, em uma galé romana.
Todavia, por salvar a vida do cônsul Quinto Árrio, durante uma batalha naval, Ben-Hur readquire sua liberdade e volta à Judeia, tendo um único propósito: vingar-se de Messala. O ajuste de contas se dá numa corrida de quadrigas, onde os soberbos cavalos árabes do xeique Ilderim (Mitchell Lewis) conquistam uma vitória espetacular. Antes disso, ele conhece e se envolve com Iras (Carmel Myers), um egípcia sensual e traiçoeira.
A satisfação de Ben-Hur é conspurcada ao saber que sua mãe e irmã, mantidas presas numa úmida prisão romana, contraíram lepra e estão condenadas a viver na caverna dos leprosos. Então, seu ódio se volta contra todos os romanos, e ele se torna um nacionalista revolucionário, como os Zelotas. Na convicção de que Jesus (Claude Payton) (cuja pregação atraía um número crescente de seguidores) é o Messias davídico, que veio para acabar com o domínio estrangeiro e instalar o "Reino de Deus" em uma Judeia purificada, ele usa sua riqueza para treinar e equipar secretamente uma tropa, pronta para apoiar o "rei dos judeus", quando chegar o momento. Ocorre que, antes disso, Jesus é preso e crucificado.
O filme termina quando a mãe e a irmã de Ben-Hur recuperam, milagrosamente, a saúde, e ele se entrega ao amor sincero de Esther (May McAvoy), filha de seu fiel servidor, Simônides (Nigel de Brulier). Obviamente, todos eles se tornam cristãos.

## Elenco
| Principal - Ramón Novarro como Ben-Hur - Betty Bronson como Maria - May McAvoy como Esther - Francis X. Bushman como Messala - Carmel Myers como Iras - Claire McDowell como Princesa de Hur - Kathleen Key como Tirzah - Nigel de Brulier como Simônides - Mitchell Lewis como Sheik Ilderim - Leo White como Sanballat - Frank Currier como Arrius - Charles Belcher como Baltasar - Dale Fuller como Amrah - Winter Hall como José - Claude Payton como Jesus (não-creditado) - George Walsh como Ben-Hur (ele gravou quase todo o filme, mas foi substituído por Ramón Novarro) | Figurantes notáveis na multidão durante a corrida de bigas - Joan Crawford - John Barrymore - Lionel Barrymore - Lillian Gish - Carole Lombard - Myrna Loy - Colleen Moore - Mary Pickford - Clarence Brown - Marion Davies - Douglas Fairbanks - George Fitzmaurice - Sidney Franklin - John Gilbert - Dorothy Gish - Samuel Goldwyn - Sid Grauman - Rupert Julian - Henry King - Harold Lloyd - Reginald Barker |

## Produção
O romance "Ben-Hur: A Tale of The Christ" foi um grande sucesso, e foi adaptado para uma peça teatral, que durou vinte e cinco anos. Em 1922, dois anos após a última turnê da peça, a companhia Goldwyn comprou os direitos do filme. O produtor da peça, Abraham Erlanger, cobrou um preço alto pelos direitos de exibição. Erlanger foi persuadido a aceitar um acordo generoso de participação nos lucros e aprovação total sobre cada detalhe da produção.
Escolher o papel-título foi difícil para June Mathis. Rudolph Valentino e o dançarino Paul Swan foram considerados, mas George Walsh foi o escolhido. Quando perguntada por que ela o escalou, Mathis respondeu que era por causa de seus olhos e corpo. Gertrude Olmstead foi escalada como Esther. Enquanto estava nas locações do filme, na Itália, Walsh foi demitido e substituído por Ramón Novarro. O papel de Esther foi para May McAvoy.
As filmagens começaram em Roma, na Itália, em outubro de 1923, sob a direção de Charles Brabin, que foi substituído logo após o início das gravações. Reescalações adicionais (incluindo a de Ramón Novarro como Ben-Hur) e uma mudança de diretor fizeram com que o orçamento da produção disparasse. Após dois anos de dificuldades e acidentes, a produção foi transferida de volta para a Metro-Goldwyn-Mayer, em Culver City, na Califórnia, com suas gravações retomadas na primavera de 1925. B. Reeves Eason e Christy Cabanne dirigiram as filmagens de segunda unidade.
Durante as filmagens, o novo diretor Fred Niblo utilizou diferente tipos de planos, inclusive movimentos de câmera mediante "Travelling", considerados muito arriscados pelos cineastas de seu tempo. Para filmar a corrida de bigas, ele instalou 42 câmeras no cenário (com seus respectivos operadores) e consumiu 56.000 metros de celuloide. Niblo também recrutou 4.000 extras, que se misturaram a milhares de bonecos para compor a plateia do local.
Os custos de produção acabaram subindo para US$ 3.900.000 em comparação com a média de US$ 158.000 da MGM, tornando "Ben-Hur" o filme mais caro da era do cinema mudo.
O filme também exibiu moças despidas da cintura para cima, além de outras cenas sensuais, que seriam impensáveis, alguns anos mais tarde, com a implantação do código de produção.
Um total de 61.000 metros de filme foi gravado para a sequência da corrida de bigas, que o editor Lloyd Nosler cortou para 230 metros para lançar a edição cortada. O historiador e crítico de cinema Kevin Brownlow descreveu a sequência da corrida como "incrivelmente excitante, e uma peça de cinema tão criativa quanto a sequência da Escadaria de Odessa de Battleship Potemkin", um filme soviético também lançado em 1925 e dirigido por Serguei Eisenstein, que introduziu muitos conceitos modernos de edição e composição de montagem para a produção cinematográfica. Os elementos visuais da corrida de bigas foram muito imitados. A sequência de abertura da corrida foi recriada na refilmagem de 1959, copiada no filme de animação "O Príncipe do Egito" (1998), e imitada na cena da corrida de cápsulas do filme "Star Wars: Episódio I – A Ameaça Fantasma" (1999).
Algumas das cenas do filme também foram filmadas em Technicolor de duas cores, principalmente as sequências envolvendo Jesus. Um dos assistentes de direção do filme foi o jovem William Wyler, que mais tarde dirigiria a refilmagem de 1959, também da MGM. A filmagem em preto e branco foi colorida e tonificada na impressão lançada do filme. A MGM lançou uma segunda refilmagem de "Ben-Hur" em 2016.

## Recepção

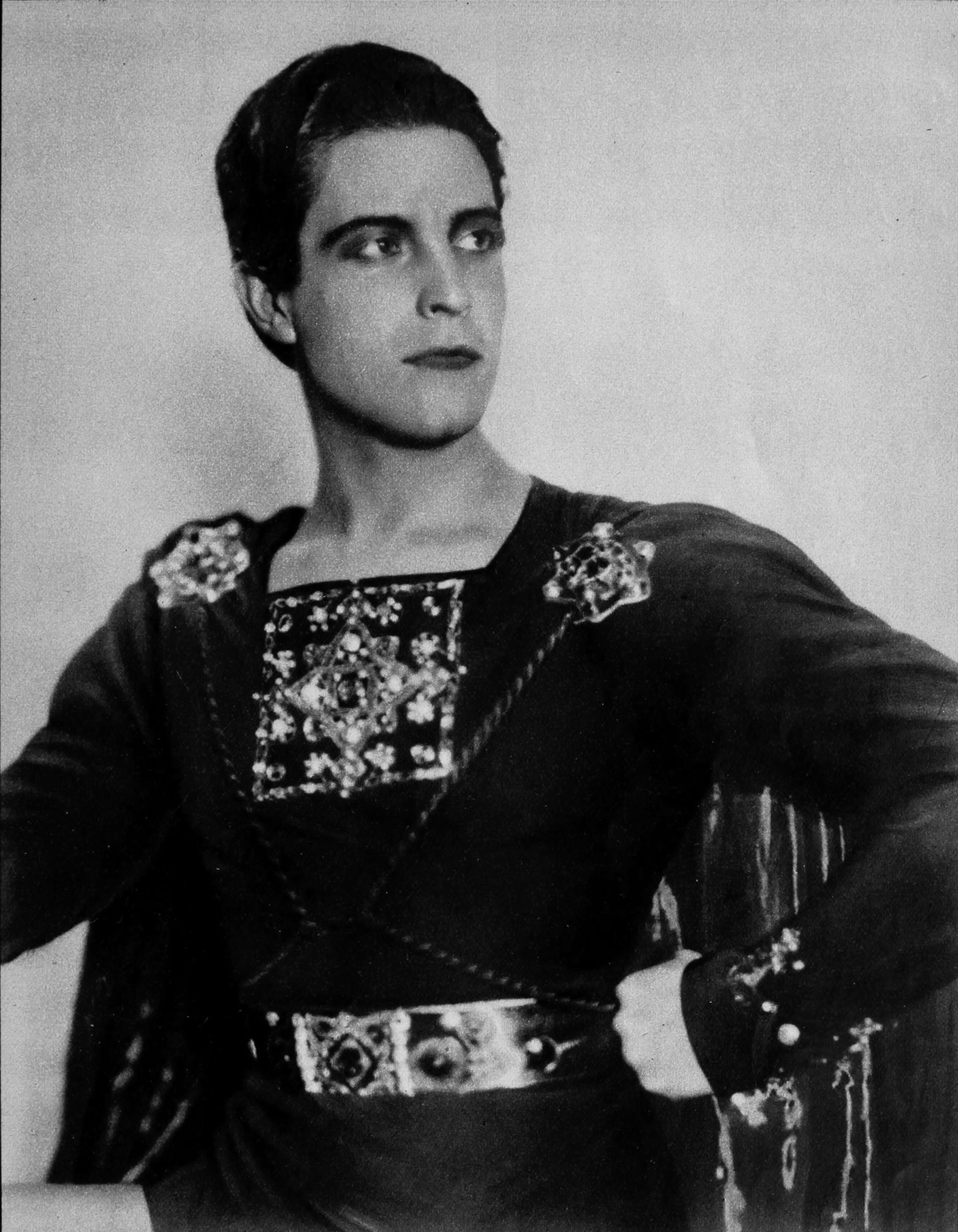
Ramón Novarro como Ben-Hur.

O departamento de publicidade do estúdio foi implacável na promoção do filme, anunciando-o com frases como: "A produção que todo cristão deveria ver!" e "A obra-prima cinematográfica suprema de todos os tempos".
Em termos de publicidade e prestígio, no entanto, o filme foi um grande sucesso. "A tela ainda não revelou nada mais primorosamente comovente do que as cenas em Belém, o brilho da estrela no céu, com os pastores e os Reis Magos observando. A gentil e radiante Madona de Betty Bronson é uma obra-prima", escreveu um crítico para a Photoplay. "Ninguém", concluiu, "não importa sua idade ou religião, deve perdê-lo. E leve as crianças". A produção ajudou a MGM a se estabelecer como um grande estúdio.
O filme foi relançado em 1931 com uma trilha musical adicional dos compositores William Axt e David Mendoza, dessa vez com efeitos sonoros. Com o passar das décadas, os segmentos originais em Technicolor de duas cores foram substituídos por tomadas alternativas em preto e branco. No Rotten Tomatoes, site agregador de críticas, o filme detém 96% de aprovação com base em 23 críticas, com uma classificação média de 7.8/10.
O filme tornou-se notório após seu lançamento pelo abundante abuso de animais envolvido nas filmagens. Foi estimado que cerca de cem cavalos tropeçaram e morreram apenas na produção da gravação da grande corrida de bigas. Os defensores de animais da época criticaram especialmente o uso de equipamentos de arame que poderiam derrubar cavalos que galopavam. Levaria uma década até que tais equipamentos perdessem a popularidade em Hollywood.
Na década de 1930, o filme foi banido na China por ser uma "produção supersticiosa" devido ao seu tema religioso, que envolve deuses e divindades.

### Bilheteria
Ben-Hur se tornou o filme de maior bilheteria da MGM, arrecadando US$ 9 milhões mundialmente. Seus ganhos estrangeiros de US$ 5 milhões não foram superados na MGM por pelo menos 25 anos. Apesar da grande receita arrecadada, suas enormes despesas e o acordo com Erlanger tornaram-o uma fonte de perda financeira para a MGM. A produção registrou uma perda total de US$ 698.000.
Ben-Hur arrecadou US$ 1.352.000 durante seu relançamento, incluindo US$ 1.153.000 arrecadados em mercados estrangeiros, que totalizou US$ 2.505.000 mundialmente.

## Restauração
As cenas em Technicolor foram consideradas perdidas até a década de 1980, quando a Turner Entertainment (que já havia adquirido os direitos da biblioteca filmográfica da MGM) encontrou as sequências em um arquivo de filmes da Checoslováquia. As impressões atuais da versão de 1925 são da restauração supervisionada da Turner, que inclui as seções em duas cores e as cenas em Technicolor, restauradas para se assemelhar ao lançamento original. Há uma adição de uma trilha sonora orquestral em estéreo, gravada por Carl Davis com a Orquestra Filarmônica de Londres, que foi originalmente feita para uma exibição do filme na Thames Television.

## Mídia doméstica
O filme foi lançado em DVD, completo com os segmentos em Technicolor, na edição de colecionador de quatro discos da versão de 1959 estrelada por Charlton Heston. Em 2011, foi lançado como parte da box set de três discos "Fiftieth Anniversary Edition", lançada em Blu-ray.